# Oblast' di Kars
L''oblast' di Kars (in russo Карсская область?, Karsskaja oblast) era una delle oblast' del vicereame del Caucaso, parte dell'Impero russo tra il 1878 e il 1917. La sua capitale era la città di Kars, che si trova oggi nella Repubblica di Turchia. Il governatorato confinava con l'Impero ottomano, l'oblast' di Batumi, il Governatorato di Tiflis, il Governatorato di Erivan e, dal 1883 al 1903, il Governatorato di Kutaisi. Copriva tutte le attuali province turche di Kars e Ardahan e la parte nord-orientale della provincia di Erzurum, nonché una piccola parte dell'odierna Armenia.

## Storia
L'oblast' di Kars venne creato nel 1878 da alcuni territori conquistati dalla Russia a spese dell'Impero ottomano e trasferite alla Russia dal trattato di Santo Stefano (1878). Le terre dell'oblast' erano precedentemente appartenute all'eyalet di Kars e alla provincia di Samtskhe prima del 1845 e all'eyalet di Erzurum dopo il 1845.
Con l'incorporazione della regione nell'Impero russo, una gran parte (82.000 durante il 1878-1881, secondo fonti russe) della popolazione musulmana locale partì per il territorio ottomano. Al contrario i nuovi coloni (per lo più armeni, greci del Ponto orientale provenienti da Armenia e Georgia e russi) migrarono, o furono reinsediati, nelle terre appena conquistate dalle altre province transcaucasiche della Russia o dalle aree che ricadevano ancora all'interno del lato turco-ottomano del confine appena tracciato. Gli armeni, che alla fine arrivarono a formare il più grande gruppo etnico della regione, erano principalmente immigrati dai sei vilayet.
Durante la prima guerra mondiale, l'oblast' di Kars divenne il luogo di intense battaglie tra l'Armata Russa del Caucaso integrata da volontari armeni contro la terza armata ottomana; quest'ultima riuscì a occupare brevemente Ardahan il 25 dicembre 1914 prima di essere cacciata all'inizio gennaio 1915.
Il 3 marzo 1918, all'indomani della Rivoluzione d'ottobre, la RSRF russa cedette l'intera oblast' di Kars attraverso il trattato di Brest-Litovsk all'Impero ottomano. Nonostante l'inefficace resistenza della Repubblica Federale Democratica Transcaucasica che aveva inizialmente respinto il suddetto trattato, la Terza armata ottomana riuscì a occupare l'oblast' di Kars e a espellere i suoi 100.000 abitanti armeni in preda al panico.
La nona armata ottomana sotto il comando di Yakub Shevki Pasha, la forza occupante del distretto al tempo dell'armistizio di Mudros, fu autorizzata a svernare a Kars fino all'inizio del 1919, dopodiché il 7 gennaio 1919 il maggiore generale G.T. Forestier-Walker ordinò il loro completo ritiro alla frontiera ottomana precedente al 1914. Yukub Shevki, destinato a ostacolare l'espansione verso ovest delle nascenti repubbliche Armena e Georgiana nell'oblast' di Kars, aiutò la formazione della Repubblica di breve durata del Caucaso sud-occidentale, con il sostegno morale e anche con la fornitura di armi, munizioni e istruttori.
La Repubblica del Caucaso sud-occidentale amministrò l'intera oblast' di Kars, e i distretti vicini precedentemente occupati, per tre mesi, prima di provocare l'intervento britannico per ordine del generale G.F. Milne, portando alla sua capitolazione da parte delle forze armene e britanniche il 10 aprile 1919. Di conseguenza, l'oblast' di Kars passò in gran parte sotto il governatorato civile armeno di Stepan Korganian, che non perse tempo a facilitare il rimpatrio dei profughi esiliati della regione.
Nonostante l'apparente sconfitta dell'Impero ottomano, l'intelligence armena riferì che agitatori turchi vagavano liberamente per le campagne di Kars incoraggiando la sedizione tra i villaggi musulmani, culminata in una serie di rivolte anti-armene il 1º luglio 1919.
L'oblast' di Kars per la terza volta in sei anni vide l'invasione delle truppe turche, questa volta sotto il comando del generale Kâzım Karabekir nel settembre 1920 durante la guerra turco-armena. La disastrosa guerra per l'Armenia portò all'espulsione permanente della popolazione di etnia armena della regione, molti dei quali rimasero inesorabilmente vittime di un massacro, con il risultato che la regione si unì alla Repubblica di Turchia attraverso il trattato di Alessandropoli il 3 dicembre 1920. L'annessione alla Turchia di Kars e dell'adiacente uezd di Surmalu fu confermato nei trattati di Kars e Mosca nel 1921, in virtù del nuovo regime sovietico in Armenia.
Il primo sovrano dell'oblast deteneva il titolo di nachalnik ("capo"), la cui denominazione cambiò successivamente in governatore militare. I nachalnik furono Ivan Popko (in russo Попко, Иван Диомидович?) tra l'01.11.1877 e l'8.06.1878, e Viktor Frankini (in russo Франкини, Виктор Антонович?), tra l'08.06.1878 e il 27.10.1878. Il primo governatore militare fu Viktor Frankini (27.10.1878—01.04.1881).
Il romanzo Neve di Orhan Pamuk, ambientato nell'odierna Kars, fa molti riferimenti ai numerosi edifici rimasti dal periodo di dominio russo, che secondo lo scrittore rendono la città significativamente diversa dalle altre città turche.

## Suddivisioni amministrative
Dal 1881, l'Oblast' di Kars era costituito da quattro okrug (distretti):
- Kars (Карсский округ)
- Ardahan (Ардаганский округ)
- Kağızman (Кагызманский округ)
- Oltu (Ольтинский округ)

Altri due okrug, Zarushat (Заришат) e Shoragyal (Шорагял; anche scritto Shuregel) sono esistiti nel 1878-81.

## Demografia
Il censimento imperiale russo del 1897 rifletteva chiaramente la nuova composizione etnica.
Statistiche ufficiali sulla popolazione russa basate sulla lingua madre degli intervistati, 1897.
| Gruppi linguistici   | Oblast' di Kars | %    |
| Armeno               | 73.406          | 25.3 |
| Turco                | 63.547          | 21.9 |
| Curdo                | 42.968          | 14.8 |
| Greco                | 32.593          | 11.2 |
| Karapapak            | 29.879          | 10.3 |
| Russo                | 27.856          | 9.6  |
| Turkmeno             | 8.442           | 2.9  |
| Polacco              | 3.243           | 1.1  |
| Tataro (turco-azero) | 2.347           | 0.8  |
| Altre lingue         | 6.373           | 2.1  |
| TOTALE               | 290.654         | 100  |

Molte di queste comunità cristiane ortodosse avevano combattuto o collaborato con l'esercito imperiale russo come mezzo per riconquistare il territorio dagli ottomani musulmani in nome dell'ortodossia cristiana.

### 1892

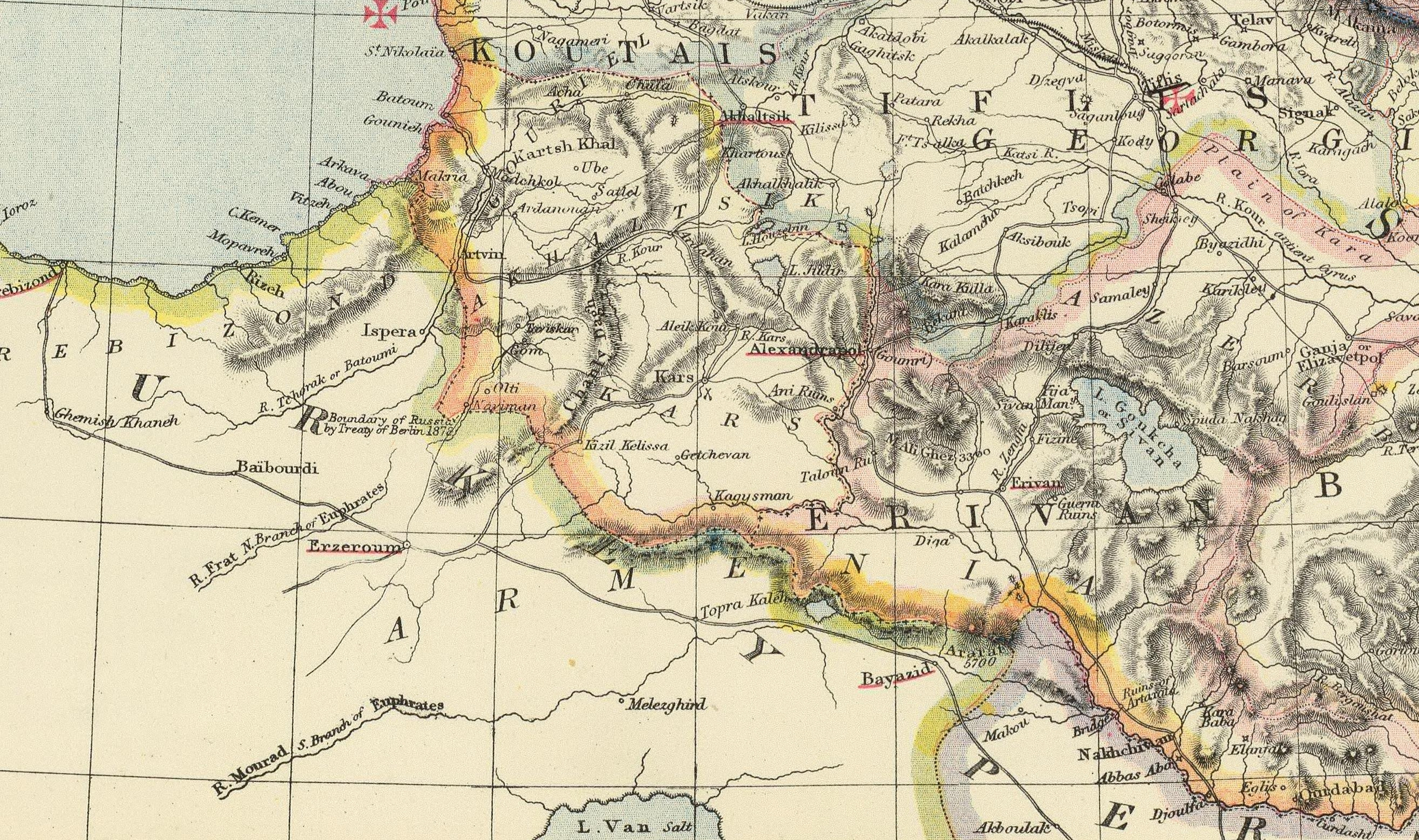
Una mappa del 1883 che include l'oblast' di Kars e le province adiacenti degli imperi russo e ottomano

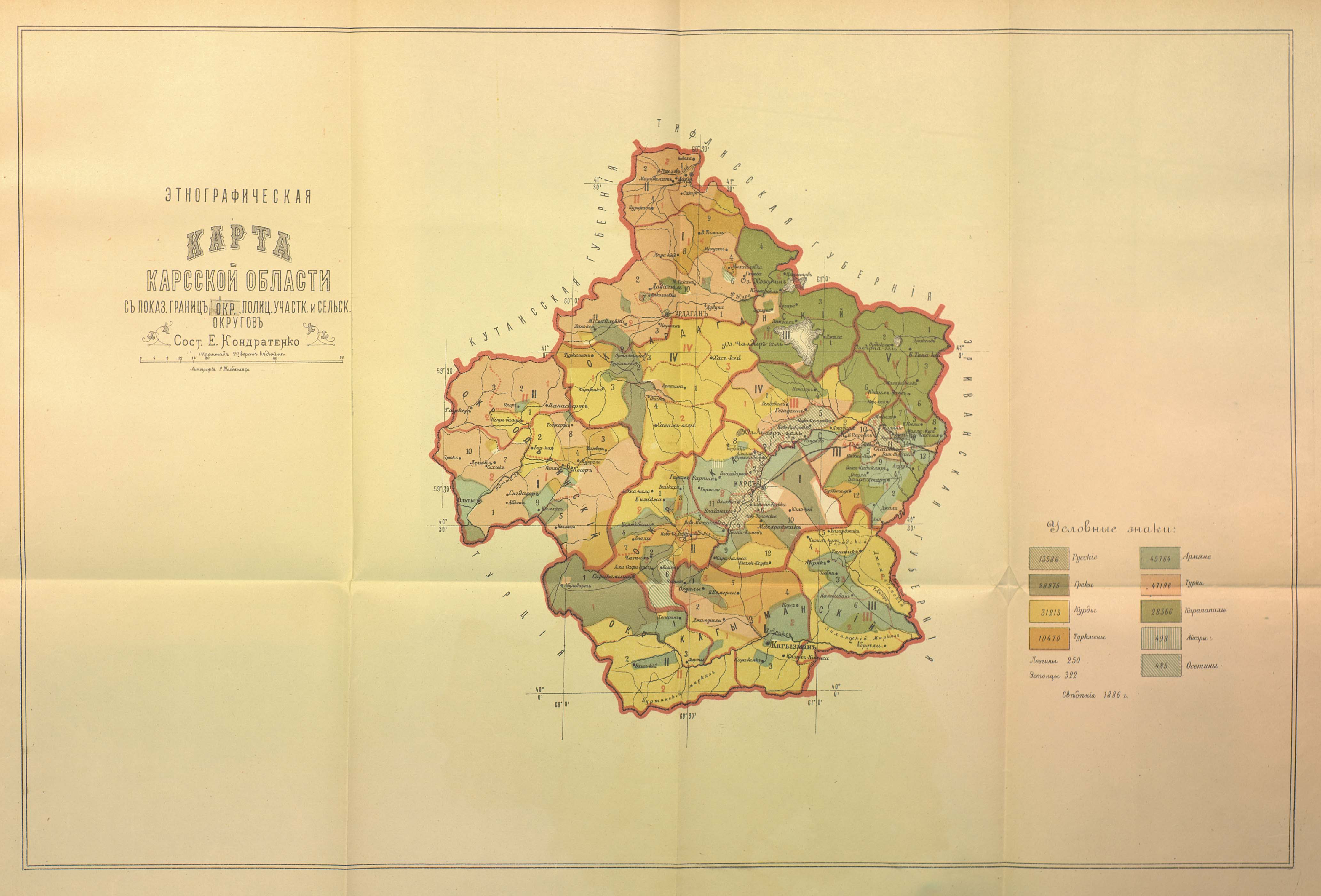
Carta etnografica dell'oblast' di Kars, 1902 (secondo il censimento del 1886)

Nel 1892, la popolazione dell'oblast' di Kars era stimata in 200.868. La composizione etnica e l'appartenenza religiosa dei gruppi etnici è riportata come segue:
- Turchi (questo numero includeva anche gli agiari): 24% (musulmani sunniti)
- Armeni: 21,5%
- Curdi: 15%
- Karapapak musulmani: 14% (sunniti e alcuni sciiti )
- Alevi Karapapak (segnalati come 'turkmeni'): 5%
- Yazidi
- Greci del Caucaso o greci del Ponto orientale della Georgia e dell'Anatolia nord-orientale: 13,5% (cristiani ortodossi)
- Russi: 7% (per lo più "settari", es Cristiani spirituali Pryguny, Molokan, Duchobory, ecc.)

La composizione religiosa della popolazione è riportata come segue:
- Cristiani ortodossi: 14%
- Cristiani spirituali (Pryguny, Molokan, Duchobory, ecc.): 5%
- Chiesa apostolica armena: 21%
- Altre chiese cristiane: 0,75%
- Musulmani: 53%, tra cui:
  - Sunniti : 46%
  - Sciiti : 7%
- Alevi (segnalati come "Ali Illahi"): 5%
- Yazidi : 1,25%

### 1897

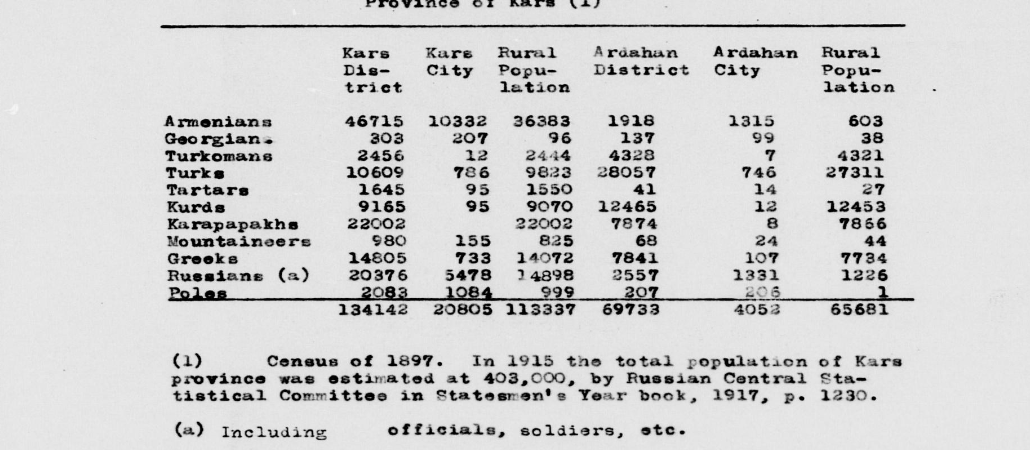
Censimento del 1897 di Kars

Il censimento dell'Impero russo del 1897 contava 290.654 residenti nell'oblast' di Kars, inclusi 160.571 uomini e 130.083 donne. Questo numero può forse implicare che la stima di 200.868 per il 1892 fornita da Brockhaus sia troppo bassa, o che nel frattempo si sia verificata una migrazione su larga scala da altre province dell'impero. La ripartizione della popolazione per lingua madre è riportata come segue:
- Turco: 104.457, di cui:
  - Tataro (turco azero): 2.347
  - Baschiro: 207
  - Turco: 63.547
  - Karapapak: 29.879
  - Turkmeno (Alevi Karapapak): 8.442
- Armeno: 73.406
- Curdo: 42.968
- Greco del Caucaso: 32.593
- Slavo orientale: 27.856, di cui:
  - Russo: 22.327
  - Ucraino: 5.279
  - Bielorusso: 250
- Polacco: 3243
- Ebraico (yiddish ecc.): 1,138
- Lituano: 892
- Neoaramaico caldeo ('assiro'): 585
- Persiano: 568
- Georgiano: 543
- Osseto : 520
- Estone: 455
- Lesgo: 448
- Tedesco: 430

La popolazione in eccesso di 30.000 maschi rispetto alle femmine è stata principalmente attribuita ai gruppi etnici "europei". Vale a dire, tra i 27.856 parlanti russo, ucraino e bielorusso, sono stati registrati 19.910 uomini e 7.946 donne. Anche i parlanti polacco e lituano erano quasi esclusivamente (99%) uomini; tedeschi ed ebrei, all'80-90% maschi. Questa preponderanza di maschi nei gruppi etnici "europei" (segnalata, solitamente in misura minore, anche nei governatorati vicini) può indicare la presenza di un gran numero di soldati o esuli nella regione.
Gruppi etnici nell'oblast' di Kars secondo il censimento russo del 1897:
| Okrug (distretto) | Armeni | Turchi | Curdi | Greci del Caucaso | Karapapak | Russi | Turkmeni | Ucraini | Polacchi | Tatari (azero) |
| TOTALE            | 25,3%  | 21,9%  | 14,8% | 11,2%             | 10,3%     | 7,7%  | 2,9%     | 1,8%    | 1,1%     | ...            |
| ----------------- | ------ | ------ | ----- | ----------------- | --------- | ----- | -------- | ------- | -------- | -------------- |
| Ardahan           | 2,9%   | 42,6%  | 19,1% | 11,9%             | 12,0%     | 3,0%  | 6,6%     | ...     | ...      | ...            |
| Kaghizman         | 36,5%  | 8,7%   | 29,9% | 12,2%             | ...       | 4,4%  | 1,1%     | 2,4%    | 1,5%     | 1,5%           |
| Kars              | 34,8%  | 7,9%   | 6,8%  | 11,0%             | 16,4%     | 12,6% | 1,8%     | 2,5%    | 1,6%     | 1,1%           |
| Olti              | 9,9%   | 62,6%  | 11,1% | 8,6%              | ...       | 2,8%  | 3,2%     | ...     | ...      | ...            |